# Claude Poussin

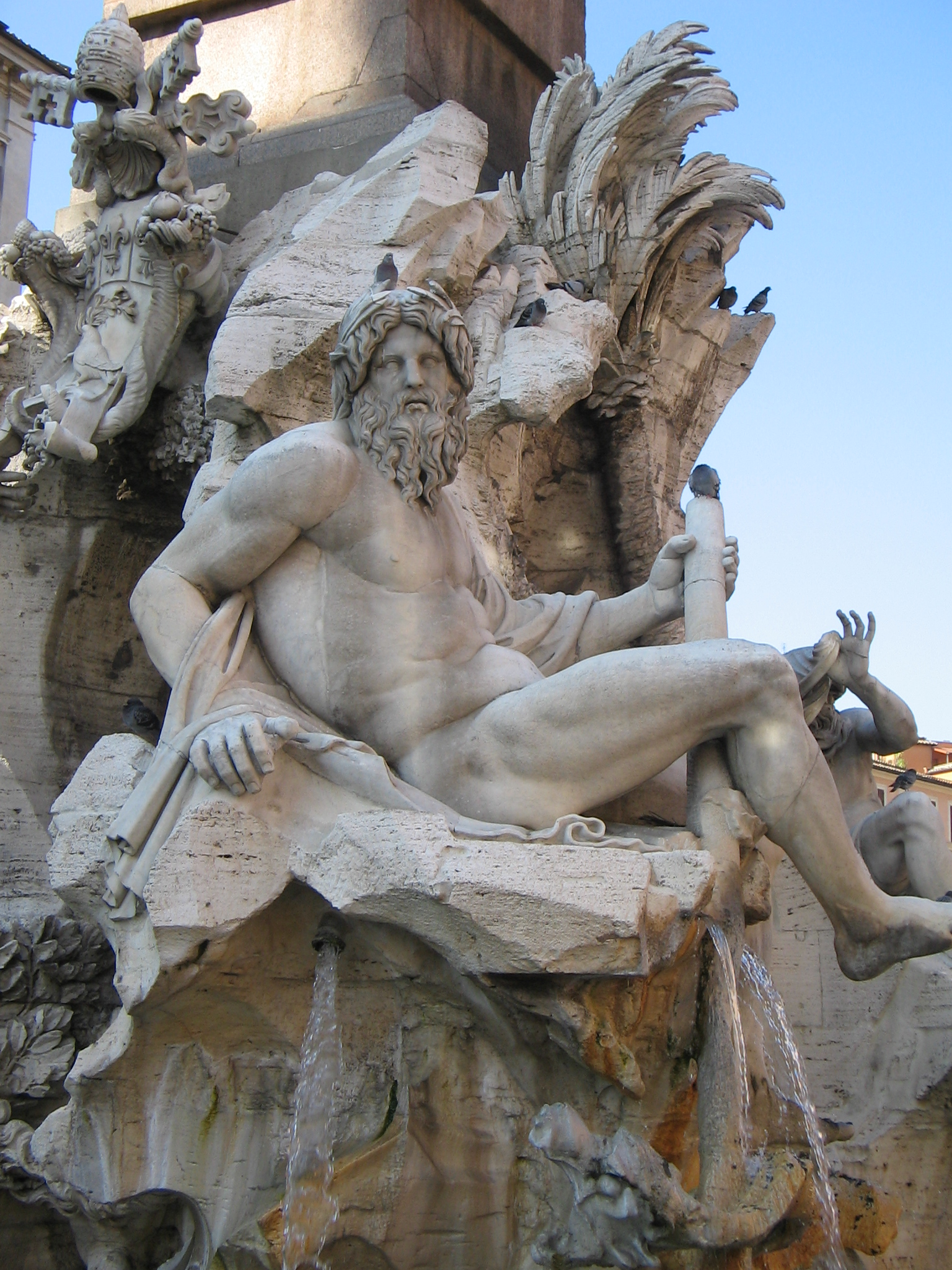
Ganges. Fontana dei Quattro Fiumi i Rom.

Claude Poussin, född i Paris, död 1661, var en fransk barockskulptör, verksam i Rom på 1640- och 1650-talen.
Poussin har bland annat utfört flodguden Ganges på Berninis fontän Fontana dei Quattro Fiumi på Piazza Navona i Rom. I italienska dokument benämns Poussin som "Claudio Francese" eller "Claudio Porissimo".

## Fotnoter
1. ↑  Union List of Artist Names, ULAN: 500094024, läs online, läst: 9 oktober 2017.[källa från Wikidata]
2. ↑  Union List of Artist Names, 5 december 2005, ULAN: 500094024, läs online, läst: 14 april 2019.[källa från Wikidata]